# 很想和你在一起
《很想和你在一起》是一齣2009年香港上映的愛情電影，由香港歌手洪卓立、衛詩雅和陳家樂主演。

## 劇情簡介
施徒捷和歐陽冠楠在一場辯論比賽中認識，兩人是同日生日，同樣熱愛攝影，性格也十分相似。他們深愛對方，卻總是常常吵吵鬧鬧、喋喋不休。同樣喜歡歐陽冠楠的盧俊文常在她左右，卻得不到她的愛。後來在陰差陽錯下，楠以為捷戲弄於她，在他臉上留下了一記耳光……

## 演員
- 洪卓立 飾 施徒捷
- 詩雅 飾 歐陽冠楠
- 陳家樂 飾 盧俊文
- 許紹雄 飾 楠父
- 馮皓詩 飾 Jenny
- 梁曉豐 飾 貝多芬
- A.Lin 飾 麗文
- 駱振偉 飾 同學
- 王璐瑤 飾 Ronnie